# Bisschopsvis

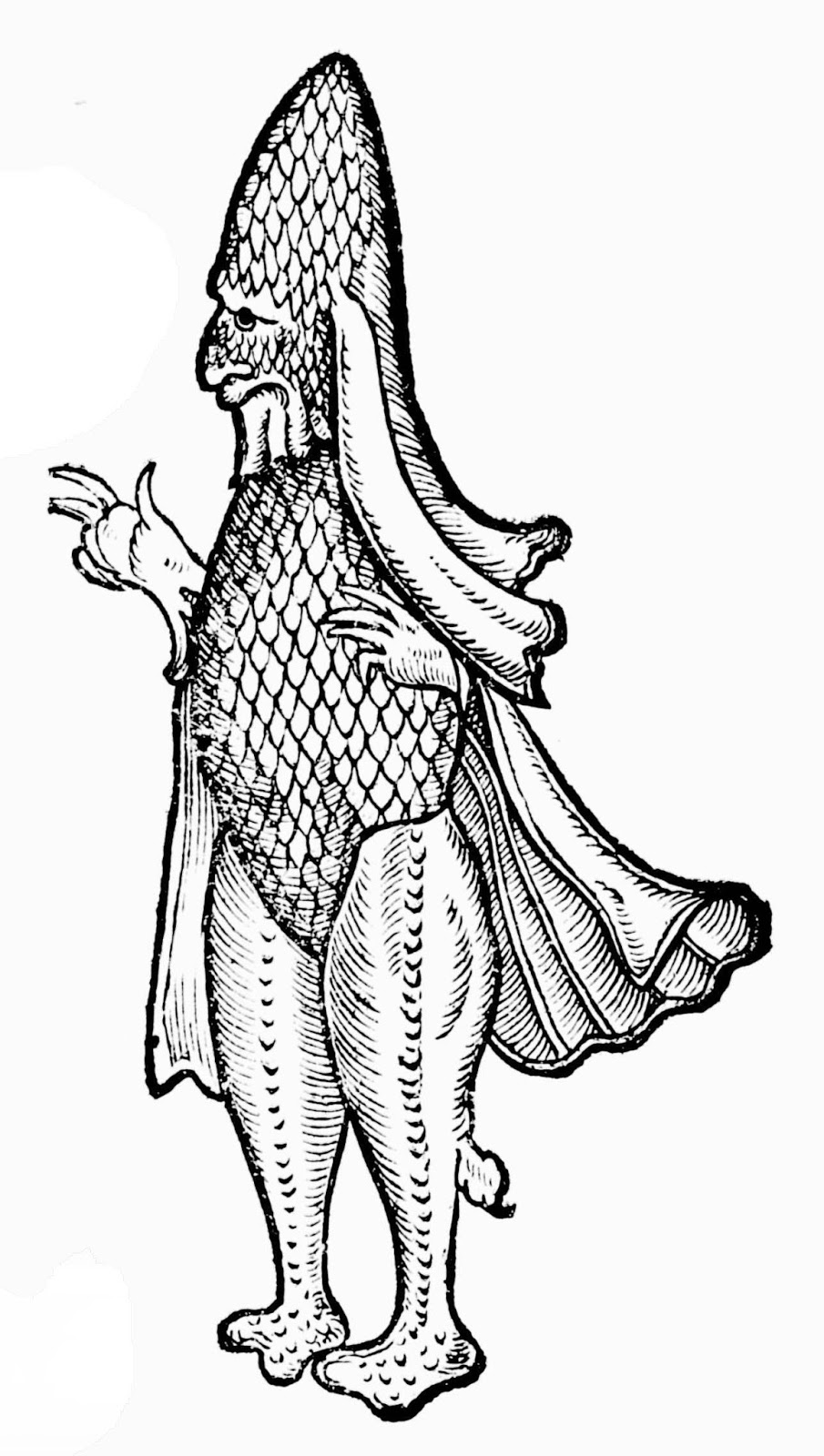
Bisschopsvis, 1575

De bisschopsvis is een fabeldier. Vroeger geloofde men dat alles op aarde en in de lucht een tegenhanger had in het water. Dit blijkt ook uit de vele verhalen over zeemeerminnen en meermannen. De bisschopsvis zou er werkelijk als een bisschop hebben uitgezien. Hij lijkt een mijter op zijn kop te dragen en gekleed te zijn. De bisschopsvis zou verwant zijn aan de monniksvis, en beiden zouden zij afstammen van de Triton en de meermannen van het oude Mesopotamië. Deze ‘zeeheiligen’ worden onder andere in het vissenboek van Conrad Gesner beschreven. Waarschijnlijk is een Bisschopsvis gewoon een inktvis.

## De bisschopsvis in verhalen
In 1531 zou een bisschopsvis zijn gevangen en naar de koning van Polen zijn gebracht. Deze wilde hem in zijn paleis bewaren om aan zijn gasten te laten zien, maar de bisschopsvis maakte aan de geestelijken van het hof duidelijk, dat hij terug naar de zee wilde. Zij willigden zijn verzoek in. Bij de zee aangekomen sloeg de vis een kruis voordat hij in de golven verdween. Sommige mensen menen dat dit geen bisschopsvis betrof, maar een walrus.

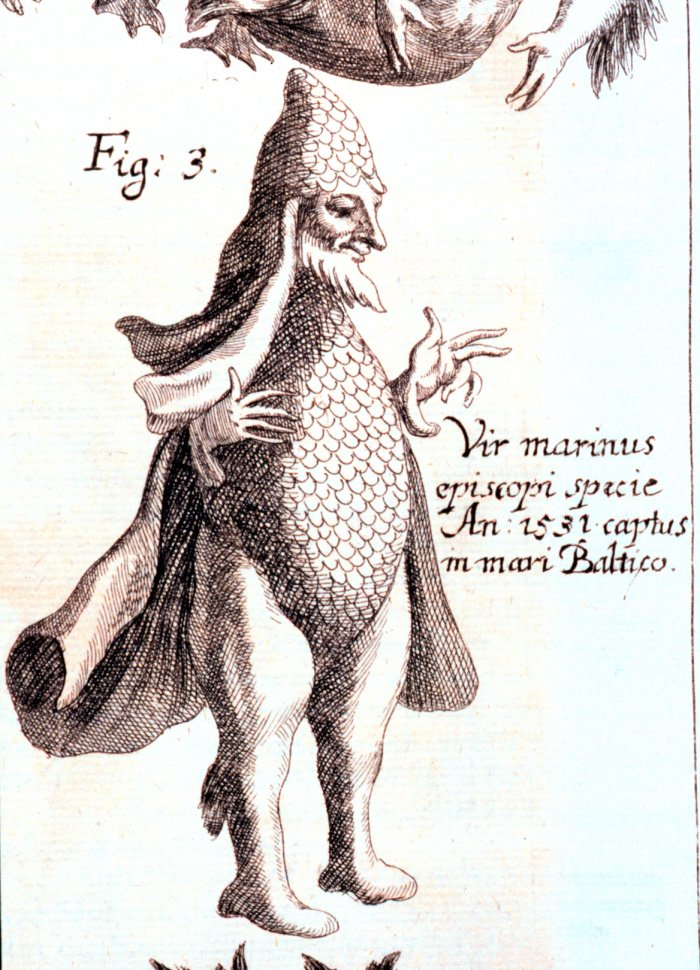
Bisschopsvis, 1531
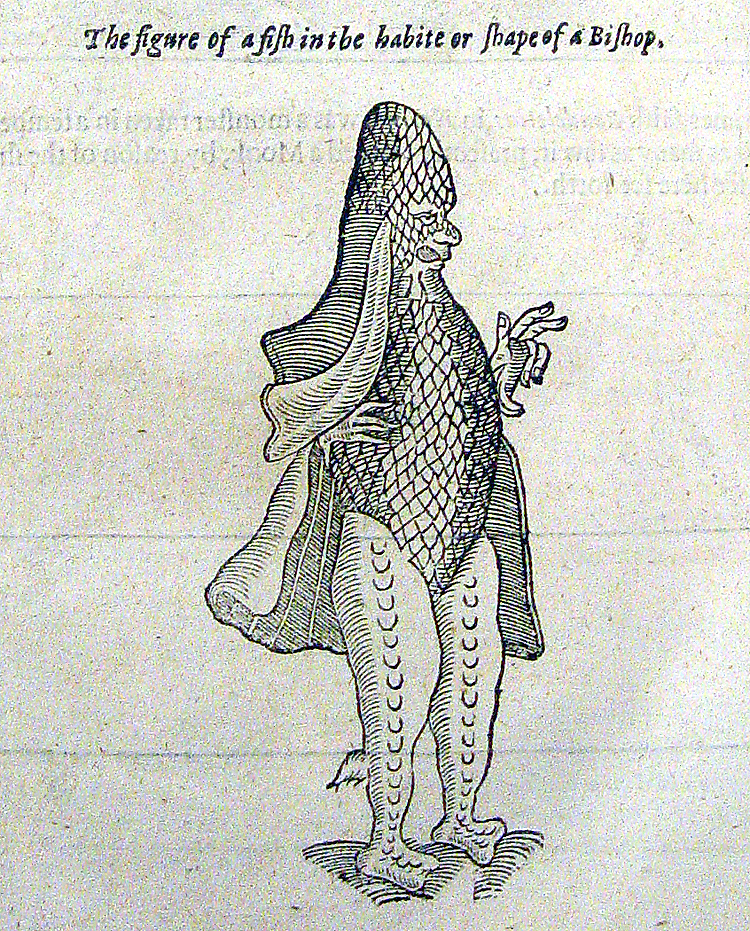
Bisschopsvis uit manuscript uit 1634 (na origineel in Latijn)